# EA app
EA app, nota anche come EA Desktop, è una piattaforma di distribuzione digitale per Microsoft Windows e macOS, sviluppata da Electronic Arts per l'acquisto e la riproduzione di videogiochi.
Nell'ottobre 2022, Origin per Windows è stato abolito, indirizzando i giocatori su EA app, mentre la versione per vecchie versioni di macOS è rimasta il metodo principale per scaricare e giocare ai giochi EA.